# Igor Petković
Igor Petković, cyr. Игор Петковић (ur. 3 września 1983 w Rijece, Jugosławia) – serbski piłkarz, grający na pozycji obrońcy.

## Kariera piłkarska

### Kariera klubowa
Rozpoczął karierę piłkarską w serbskim klubie FK Mladost Apatin. W 2002 podpisał kontrakt z Dynamem Kijów. Jednak nie potrafił zagrać w podstawowym składzie Dynama, a występował w rezerwowej i drugiej drużynie Dynama. Był wypożyczony do klubów Worskła Połtawa, Liepājas Metalurgs, FK Čukarički Stankom, Zoria Ługańsk. Od 2009
bronił barw FK Srem Sremska Mitrovica. Latem 2010 podpisał kontrakt z uzbeckim klubem Mash'al Muborak.